# Allhut
Allhut ist ein Weiler und eine Ortschaft der oberösterreichischen Gemeinde Reichenthal. Die Ortschaft hat 35 Einwohner (Stand 1. Jänner 2024).

## Geografie
Der Ort liegt etwa 3,5 Kilometer nordwestlich von Reichenthal. Zur westlich und nordöstlich des Ortes verlaufenden tschechischen Grenze sind es nur gut 300 Meter. Allhut hat etwas weniger als 40 Einwohner. 1869 waren es noch mehr als 80 gewesen. Erstmalig wurde der Ort 1375 als Alhuet erwähnt.

## Geschichte
Laut Adressbuch von Österreich waren im Jahr 1938 in Allhut ein Gastwirt, eine Mühle samt Sägewerk und einige Landwirte ansässig.